# Johann Ludwig Krapf

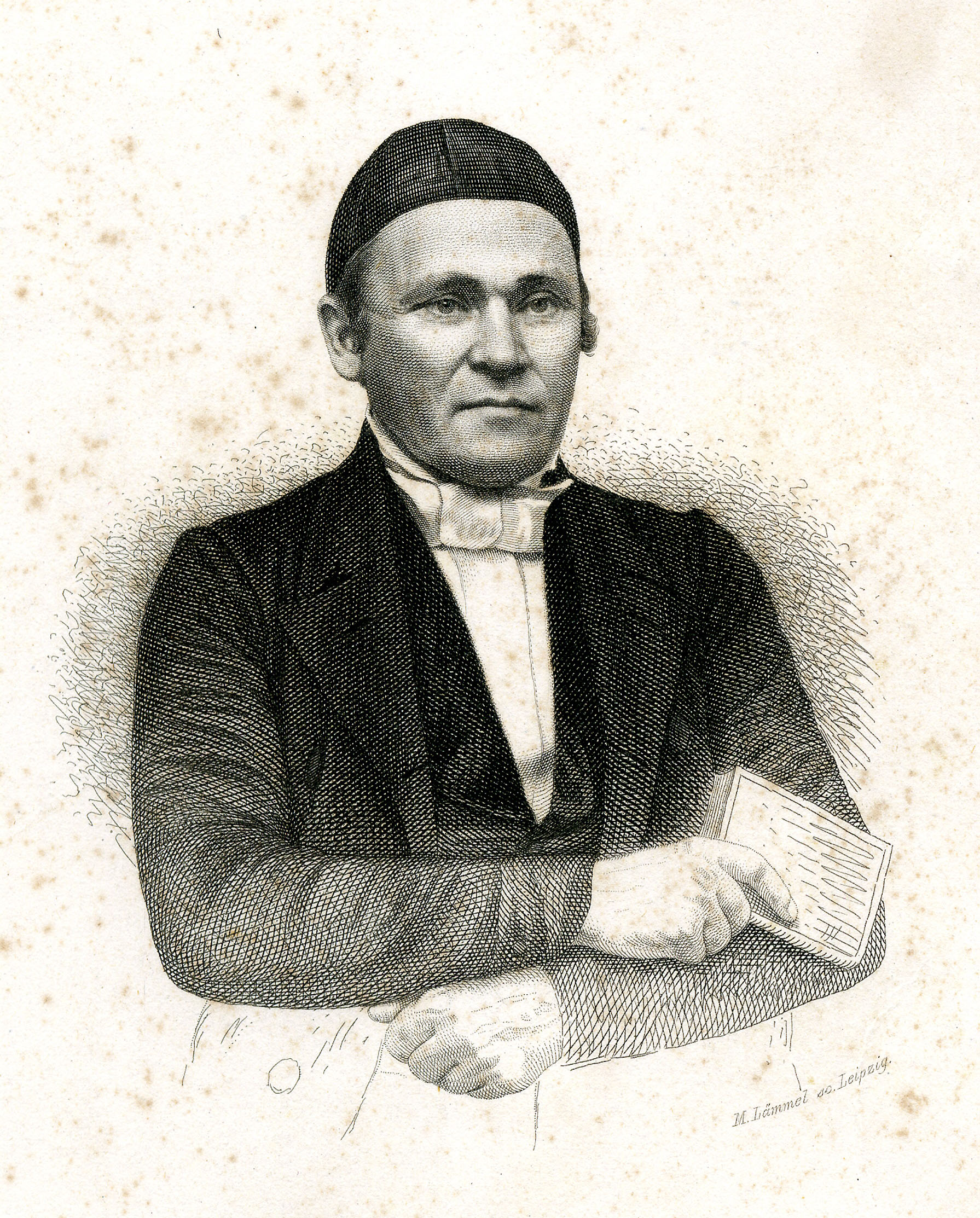
Johan Ludwig Krapf

Johann Ludwig Krapf  (Tübingen, Duitsland, 11 januari 1810 – Korntal-Münchingen, Duitsland, 26 november 1881) was een Duitse zendeling en ontdekkingsreiziger. Hij speelde een belangrijke rol samen met Johannes Rebmann bij de ontdekking van Oost-Afrika. Zo waren zij de eerste Europeanen die Mount Kenya en de Kilimanjaro zagen.

## Levensloop
Krapf werd geboren in een lutherse familie in het zuidwesten van Duitsland. Hij had een grote talenknobbel. In zijn jeugd sprak hij al Latijn, Grieks, Frans en Italiaans. Later zouden meer talen volgen. Op zijn 17e ging hij naar een zendingsschool in Bazel, maar haakte af omdat hij niet zeker was van zijn roeping. Hij ging vervolgens theologie studeren aan de Universiteit van Tübingen en rondde deze studie in 1834 met succes af. Terwijl hij een predikant bijstond in zijn werk ontmoette Krapf een zendeling uit Bazel en werd daarna wederom enthousiast om dit werk zelf ook te verrichten.
Door de Anglican Church Missionary Society werd Krapf uitgenodigd om in Ethiopië aan het werk te gaan. Daar was hij van 1837 tot 1842 werkzaam. Hij bereidde zich voor door Ge'ez en Amhaars te leren spreken. Bij aankomst stelde hij zichzelf voor aan de zittende machthebber Meridazmach Sahle Selassie. Hij vergezelde deze later ook op een militaire campagne.
Vanuit zijn piëtistische achtergrond had Kapf veel moeite met sommige gebruiken van de Ethiopische kerk. Zo lag er een sterke nadruk op de verheerlijking van heiligen en werd in diensten Ge'ez gesproken, een taal die in het dagelijks leven niet meer gesproken werd.
In 1842 wilde Krapf naar Gondar vertrekken, maar hij zag zijn weg geblokkeerd door de nasleep van de Slag om Debre Tabor. Op de terugweg werd hij beroofd, maar slaagde er samen met zijn gevolg in te ontsnappen. Met steun van de lokale bevolking vond Kapf zijn weg terug naar Massawa.
Zijn interesse werd vervolgens getrokken door het Oromo-volk in het zuiden van Ethiopië. Hij leerde hun taal en maakte een vertaling van het Nieuwe Testament. In datzelfde jaar ontving Kapf ook een eredoctoraat van de Universiteit van Tübingen. In dezelfde tijd werden alle zendelingen uit Ethiopië gezet. Ook Kapf moest dus vertrekken. Samen met zijn collega Carl Wilhelm Isenberg publiceerde hij een boek waarin ze terugkeken op hun ervaringen in Ethiopië.
Krapf bracht enige tijd in Alexandrië door en trouwde daar. Vervolgens zette hij koers naar de kustlijn van Oost-Afrika in de hoop de Oromo daar te bereiken. Het grootste deel van de tegenwoordig Keniaanse kust maakte toen onderdeel uit van het Sultanaat Zanzibar. Van sultan Syvid Said kreeg Krapf toestemming op een zendingspost te bouwen vlak bij Mombassa. Hij begon ook met het leren van de lokale taal en het Swahili.
Zijn vrouw en dochtertje overleden na aankomst in Mombassa aan malaria. Krapf verplaatste zijn zendingspost vervolgens naar het hoger gelegen Rabai. Hij schreef eerst een woordenboek in het Swahili. Vervolgens begon delen van de Bijbel te vertalen. Samen met een moslimrechter vertaalde hij het boek Genesis. 
Krapf kreeg in 1846 gezelschap van een andere Duitser, Johannes Rebmann genaamd. Samen gingen zij op ontdekkingstocht het binnenland in en zij waren de eerste Europeanen die de Kilimanjaro en Mount Kenya zagen. Toen hun berichtgeving daarover Europa bereikte werden ze belachelijk gemaakt.
Vanwege gezondheidsproblemen moest Krapf in 1853 terugkeren naar Europa. Hij nam verschillende oude manuscripten in het Swahili mee terug. In Duitsland bleef Krapf zijn taalstudie voortzetten en adviseerde hij de christelijke zending.